# Поліноми Белла
У комбінаториці поліноми Белла, що названі на честь Еріка Темпла Белла, використовуються для вивчення заданих розділів. Вони пов'язані з числами Стірлінга та Белла. Вони також зустрічаються у багатьох програмах, наприклад у формулі Фаа ді Бруно. 

## Поліноми Белла

### Експоненційні поліноми Белла
Часткові або неповні експоненційні поліноми Белла — це трикутний масив поліномів, заданий 
{\displaystyle B_{n,k}(x_{1},x_{2},\dots ,x_{n-k+1})=\sum {n! \over j_{1}!j_{2}!\cdots j_{n-k+1}!}\left({x_{1} \over 1!}\right)^{j_{1}}\left({x_{2} \over 2!}\right)^{j_{2}}\cdots \left({x_{n-k+1} \over (n-k+1)!}\right)^{j_{n-k+1}},}
де сума береться за всіма послідовностями j1, j2, j3, ..., jn — k +1 невід’ємних цілих чисел, таким чином, що б виконувалися наступні дві умови : 
{\displaystyle j_{1}+j_{2}+\cdots +j_{n-k+1}=k,}
{\displaystyle j_{1}+2j_{2}+3j_{3}+\cdots +(n-k+1)j_{n-k+1}=n.}
Сума 
{\displaystyle B_{n}(x_{1},\dots ,x_{n})=\sum _{k=1}^{n}B_{n,k}(x_{1},x_{2},\dots ,x_{n-k+1})}
називається n-м повним експоненційними полінонмоми Белла. 

### Звичайні поліноми Белла
Так само часткові звичайні поліноми Белла, на відміну від звичайного експоненціального многочлена Белла, визначений вище, задається формулою 
{\displaystyle {\hat {B}}_{n,k}(x_{1},x_{2},\ldots ,x_{n-k+1})=\sum {\frac {k!}{j_{1}!j_{2}!\cdots j_{n-k+1}!}}x_{1}^{j_{1}}x_{2}^{j_{2}}\cdots x_{n-k+1}^{j_{n-k+1}},}
де сума пробігає всі послідовності j1, j2, j3, ..., jn – k +1 невід'ємних цілих чисел, таких що 
{\displaystyle j_{1}+j_{2}+\cdots +j_{n-k+1}=k,}
{\displaystyle j_{1}+2j_{2}+\cdots +(n-k+1)j_{n-k+1}=n.}
Звичайні поліноми Белла можна виразити в термінах експоненційних поліномів Белла: 
{\displaystyle {\hat {B}}_{n,k}(x_{1},x_{2},\ldots ,x_{n-k+1})={\frac {k!}{n!}}B_{n,k}(1!\cdot x_{1},2!\cdot x_{2},\ldots ,(n-k+1)!\cdot x_{n-k+1}).}
Як правило, під поліномами Белла маються на увазі експоненційні поліноми Белла, якщо не зазначено іншого. 

## Комбінаторний сенс
Експоненційні поліноми Белла безпосередньо стосується способів розбиття множин. Наприклад, якщо ми розглядаємо множину {A, B, C}, її можна розбити на два непусті, підмножини що не перетинаються, які також називають частинами або блоками, 3 різними способами: 
{{A}, {B, C}}
{{B}, {A, C}}
{{C}, {B, A}}
Таким чином, ми можемо закодувати інформацію щодо цих розбиттів як 
{\displaystyle B_{3,2}(x_{1},x_{2})=3x_{1}x_{2}.}
Тут підписники B3,2 говорять нам, що ми розглядаємо поділ набору з 3-х елементів на 2 блоки. Підрядник кожного xi вказує на наявність блоку з елементами j (або блоку розміру i) в заданому розділі. Отже, x2 вказує на наявність блоку з двома елементами. Аналогічно, x1 вказує на наявність блоку з одним елементом. Експонент xij вказує на те, що в одному розбитті є j таких блоків розміром i. Тут, оскільки і x1, і x2 є експонент 1, це вказує, що в даному розділі є лише один такий блок. Коефіцієнт одночлена вказує, скільки таких перегородок є. У нашому випадку є 3 розділи набору з 3 елементами на 2 блоки, де в кожній секції елементи розділені на два блоки розмірами 1 і 2. 
Оскільки будь-який набір може бути розділений на один блок лише одним способом, вищезгадане тлумачення означало б, що Bn,1 = xn. Аналогічно, оскільки існує лише один спосіб поділу множини з n елементами на n одиниць, Bn,n = x1n. 
Як складніший приклад розглянемо 
{\displaystyle B_{6,2}(x_{1},x_{2},x_{3},x_{4},x_{5})=6x_{5}x_{1}+15x_{4}x_{2}+10x_{3}^{2}}
Це говорить нам про те, що якщо набір з 6 елементами розділений на 2 блоки, то ми можемо мати 6 розділів з блоками розміру 1 і 5, 15 розділів з блоками розміру 4 і 2, і 10 розділів з 2 блоками розміром 3. 
Сума підписок у монометах дорівнює загальній кількості елементів. Таким чином, кількість одночленів, що з'являються в частковому многочлені Белла, дорівнює кількості способів, що ціле число n може бути виражене як підсумок k додатних цілих чисел. Це і є розбиття числа n на k частин. Наприклад, у вище наведених прикладах ціле число 3 можна розділити на дві частини лише як 2 + 1. Таким чином, у B3,2 містить лише один одночлен. Однак ціле число 6 можна розділити на дві частини як 5 + 1, 4 + 2 і 3 + 3. Таким чином, B6,2 містить три одночлени. Дійсно, індекси змінних у мономери такі самі, як ті, які задаються цілим розділом, що вказує на розміри різних блоків. Таким чином, загальна кількість одночленів, що з'являються в повному поліномі Белла Bn, дорівнює загальній кількості розбиттів числа n. 
Також ступінь кожного одночлена, що є сумою експонентів кожної змінної в мономі, дорівнює кількості блоків, на які поділяється множина. Тобто j 1 + j 2 + ... = k. Таким чином, задавши повний многочлен Белла B n, ми можемо відокремити частковий многочлен Белла Bn,k, зібравши всі ці мономи зі ступенем k. 
Нарешті, якщо знехтувати розмірами блоків і поставити всі xi = x, то підсумовування коефіцієнтів часткового многочлена Белла Bn, k дасть загальну кількість способів розподілу множини з n елементів k блоки, що те саме, що числа Стірлінга другого роду. Крім того, підсумовування всіх коефіцієнтів повного многочлена Белла Bn дасть нам загальну кількість способів поділити набір з п елементами на підмножини, що не перекриваються, що те саме, що і число Белла. 
Загалом, якщо ціле число n розбиттів на суму, в якій «1» з'являється j1 раз, «2» з'являється j2 рази і так далі, то кількість розбиття множини розміром n, які згортаються до цього розділу цілого числа n, коли члени множини стають невідрізними, — це відповідний коефіцієнт у многочлени. 

### Приклади
Нехай, ми маємо 
{\displaystyle B_{6,2}(x_{1},x_{2},x_{3},x_{4},x_{5})=6x_{5}x_{1}+15x_{4}x_{2}+10x_{3}^{2}}
оскільки є 
6 способів розбити множину 6 як 5   +   1,
15 способів розбити множину 6 як 4   +   2, і
10 способів розбити множину 6 як 3   +   3.
Подібно 
{\displaystyle B_{6,3}(x_{1},x_{2},x_{3},x_{4})=15x_{4}x_{1}^{2}+60x_{3}x_{2}x_{1}+15x_{2}^{3}}
оскільки є 
15 способів розбити множину 6 на 4   +   1   +   1,
60 способів розділити множину 6 як 3   +   2   +   1, і
15 способів розбити множину 6 як 2   +   2   +   2.

## Властивості

### Генератриса
Експоненційні часткові поліноми Белла можна визначити подвійним розкладом у ряд його генератриси: 
{\displaystyle {\begin{aligned}\Phi (t,u)&=\exp \left(u\sum _{j=1}^{\infty }x_{j}{\frac {t^{j}}{j!}}\right)=\sum _{n\geq k\geq 0}B_{n,k}(x_{1},\ldots ,x_{n-k+1}){\frac {t^{n}}{n!}}u^{k}\\&=1+\sum _{n=1}^{\infty }{\frac {t^{n}}{n!}}\sum _{k=1}^{n}u^{k}B_{n,k}(x_{1},\ldots ,x_{n-k+1}).\end{aligned}}}
Інакше кажучи, що є фактично те ж саме, шляхом розкладу у ряд k-го степеню: 
{\displaystyle {\frac {1}{k!}}\left(\sum _{j=1}^{\infty }x_{j}{\frac {t^{j}}{j!}}\right)^{k}=\sum _{n=k}^{\infty }B_{n,k}(x_{1},\ldots ,x_{n-k+1}){\frac {t^{n}}{n!}},\qquad k=0,1,2,\ldots }
Повні експоненційні поліноми Белла визначається за допомогою {\displaystyle \Phi (t,1)} або інакше: 
{\displaystyle \Phi (t,1)=\exp \left(\sum _{j=1}^{\infty }x_{j}{\frac {t^{j}}{j!}}\right)=\sum _{n=0}^{\infty }B_{n}(x_{1},\ldots ,x_{n}){\frac {t^{n}}{n!}}.}
Таким чином, n -й повні поліноми Белла задається як 
{\displaystyle B_{n}(x_{1},\ldots ,x_{n})=\left.\left({\frac {\partial }{\partial t}}\right)^{n}\exp \left(\sum _{j=1}^{\infty }x_{j}{\frac {t^{j}}{j!}}\right)\right|_{t=0}.}
Так само звичайні часткові поліноми Белла можна визначити твірною функцією 
{\displaystyle {\hat {\Phi }}(t,u)=\exp \left(u\sum _{j=1}^{\infty }x_{j}t^{j}\right)=\sum _{n\geq k\geq 0}{\hat {B}}_{n,k}(x_{1},\ldots ,x_{n-k+1})t^{n}{\frac {u^{k}}{k!}}.}
Або, що еквівалентно, розкладом у ряд k-ї степеня: 
{\displaystyle \left(\sum _{j=1}^{\infty }x_{j}t^{j}\right)^{k}=\sum _{n=k}^{\infty }{\hat {B}}_{n,k}(x_{1},\ldots ,x_{n-k+1})t^{n}.}
Дивись також перетворення твірної функції для розкладу у ряд твірної функцій поліномів Белла що є композицією послідовностей твірних функцій та степенів, логаритмів та експоненційної функції, що послідовності твірних функцій. Кожна з цих формул можна знайти у відповідних розділах праці Комтета. 

### Рекурентні співвідношення
Повні поліноми Белла можна визначити за допомогою рекурентних співвідношень як 
{\displaystyle B_{n+1}(x_{1},\ldots ,x_{n+1})=\sum _{i=0}^{n}{n \choose i}B_{n-i}(x_{1},\ldots ,x_{n-i})x_{i+1}}
з початковим значенням {\displaystyle B_{0}=1} . 
Часткові поліноми Белла також можна ефективно обчислені рекурентним співвідношенням: 
{\displaystyle B_{n,k}=\sum _{i=1}^{n-k+1}{\binom {n-1}{i-1}}x_{i}B_{n-i,k-1},}
де 
{\displaystyle B_{0,0}=1;}
{\displaystyle B_{n,0}=0{\text{ for }}n\geq 1;}
{\displaystyle B_{0,k}=0{\text{ for }}k\geq 1.}
Повні поліноми Белла також задовольняють такій диференціальній рекурентній формулі: 
{\displaystyle {\begin{aligned}B_{n}(x_{1},\ldots ,x_{n})={\frac {1}{n-1}}\left[\sum _{i=2}^{n}\right.&\sum _{j=1}^{i-1}(i-1){\binom {i-2}{j-1}}x_{j}x_{i-j}{\frac {\partial B_{n-1}(x_{1},\dots ,x_{n-1})}{\partial x_{i-1}}}\\[5pt]&\left.{}+\sum _{i=2}^{n}\sum _{j=1}^{i-1}{\frac {x_{i+1}}{\binom {i}{j}}}{\frac {\partial ^{2}B_{n-1}(x_{1},\dots ,x_{n-1})}{\partial x_{j}\partial x_{i-j}}}\right.\\[5pt]&\left.{}+\sum _{i=2}^{n}x_{i}{\frac {\partial B_{n-1}(x_{1},\dots ,x_{n-1})}{\partial x_{i-1}}}\right].\end{aligned}}}

### У формі визначника
Повні поліноми Белла можна виразити у вигляді визначника: 
{\displaystyle B_{n}(x_{1},\dots ,x_{n})=\det {\begin{bmatrix}x_{1}&{n-1 \choose 1}x_{2}&{n-1 \choose 2}x_{3}&{n-1 \choose 3}x_{4}&{n-1 \choose 4}x_{5}&\cdots &\cdots &x_{n}\\\\-1&x_{1}&{n-2 \choose 1}x_{2}&{n-2 \choose 2}x_{3}&{n-2 \choose 3}x_{4}&\cdots &\cdots &x_{n-1}\\\\0&-1&x_{1}&{n-3 \choose 1}x_{2}&{n-3 \choose 2}x_{3}&\cdots &\cdots &x_{n-2}\\\\0&0&-1&x_{1}&{n-4 \choose 1}x_{2}&\cdots &\cdots &x_{n-3}\\\\0&0&0&-1&x_{1}&\cdots &\cdots &x_{n-4}\\\\0&0&0&0&-1&\cdots &\cdots &x_{n-5}\\\\\vdots &\vdots &\vdots &\vdots &\vdots &\ddots &\ddots &\vdots \\\\0&0&0&0&0&\cdots &-1&x_{1}\end{bmatrix}}.}

### Числа Стірлінга та Белла
Значення поліномів Белла Bn,k (x1, x2, ...) для набору факторіалів дорівнює числу Стірлінга першого роду (без знаку): 
{\displaystyle B_{n,k}(0!,1!,\dots ,(n-k)!)=c(n,k)=|s(n,k)|=\left[{n \atop k}\right].}
Поліноми Белла Bn, k (x1, x2, ...) від набору одиниць дорівнює числам Стірлінга другого роду : 
{\displaystyle B_{n,k}(1,1,\dots ,1)=S(n,k)=\left\{{n \atop k}\right\}.}
Сума цих значень дає значення повного полінома Белла від набору одиниць: 
{\displaystyle B_{n}(1,1,\dots ,1)=\sum _{k=1}^{n}B_{n,k}(1,1,\dots ,1)=\sum _{k=1}^{n}\left\{{n \atop k}\right\},}
що є n-м числом Белла. 

### Зворотні співвідношення
Якщо ми визначимо 
{\displaystyle x_{n}=\sum _{k=1}^{n}(-1)^{k-1}(k-1)!B_{n,k}(y_{1},\ldots ,y_{n-k+1}).}
то ми маємо таке зворотне співвідношення 
{\displaystyle (x{\mathbin {\diamondsuit }}y)_{n}=\sum _{j=1}^{n-1}{n \choose j}x_{j}y_{n-j}.}

### Поліноми Тушара
Поліноми Тушара {\displaystyle T_{n}(x)=\sum _{k=0}^{n}\left\{{n \atop k}\right\}\cdot x^{k}} може бути виражена як значення повного многочлена Белла від аргументів, що всі дорівнюють х: 
{\displaystyle T_{n}(x)=B_{n}(x,x,\dots ,x).}

### Тотожність згортки
Для послідовностей x n, y n, n = 1, 2, ..., визначте згортку по: 
{\displaystyle (x{\mathbin {\diamondsuit }}y)_{n}=\sum _{j=1}^{n-1}{n \choose j}x_{j}y_{n-j}.}
Межі підсумовування — 1 і n  — 1, а не 0 і n. 
Дозволяти {\displaystyle x_{n}^{k\diamondsuit }\,} — n-й член послідовності 
{\displaystyle \displaystyle \underbrace {x{\mathbin {\diamondsuit }}\cdots {\mathbin {\diamondsuit }}x} _{k{\text{ factors}}}.\,}
Тоді 
{\displaystyle B_{n,k}(x_{1},\dots ,x_{n-k+1})={x_{n}^{k\diamondsuit } \over k!}.\,}
Наприклад, давайте обчислити {\displaystyle B_{4,3}(x_{1},x_{2})}. Ми маємо 
{\displaystyle x=(x_{1}\ ,\ x_{2}\ ,\ x_{3}\ ,\ x_{4}\ ,\dots )}
{\displaystyle x{\mathbin {\diamondsuit }}x=(0,\ 2x_{1}^{2}\ ,\ 6x_{1}x_{2}\,\ 8x_{1}x_{3}+6x_{2}^{2}\,\dots )}
{\displaystyle x{\mathbin {\diamondsuit }}x{\mathbin {\diamondsuit }}x=(0\ ,\ 0\ ,\ 6x_{1}^{3}\,\ 36x_{1}^{2}x_{2}\,\dots )}
і, таким чином, 
{\displaystyle B_{4,3}(x_{1},x_{2})={\frac {(x{\mathbin {\diamondsuit }}x{\mathbin {\diamondsuit }}x)_{4}}{3!}}=6x_{1}^{2}x_{2}.}

## Інші тотожности
- {\displaystyle B_{n,k}(1!,2!,\ldots ,(n-k+1)!)={\binom {n-1}{k-1}}{\frac {n!}{k!}}=L(n,k)} що надає число Лаха.
- {\displaystyle B_{n,k}(1,2,3,\ldots ,n-k+1)={\binom {n}{k}}k^{n-k}} що повертає ідемпотентне число.
- Повний многочлен Белла задовольняє відношення типу двочлена: 
{\displaystyle B_{n}(x_{1}+y_{1},\ldots ,x_{n}+y_{n})=\sum _{i=0}^{n}{n \choose i}B_{n-i}(x_{1},\ldots ,x_{n-i})B_{i}(y_{1},\ldots ,y_{i}).}
{\displaystyle B_{n,k}{\Bigl (}{\frac {x_{q+1}}{\binom {q+1}{q}}},{\frac {x_{q+2}}{\binom {q+2}{q}}},\ldots {\Bigr )}={\frac {n!(q!)^{k}}{(n+qk)!}}B_{n+qk,k}(\ldots ,0,0,x_{q+1},x_{q+2},\ldots )}

Це виправляє опущення фактора {\displaystyle (q!)^{k}} у книзі Конта. 
- Коли {\displaystyle 1\leq a<n},

{\displaystyle B_{n,n-a}(x_{1},\ldots ,x_{a+1})=\sum _{j=a+1}^{2a}{\frac {j!}{a!}}{\binom {n}{j}}(x_{1})^{n-j}B_{a,j-a}{\Bigl (}{\frac {x_{2}}{2}},{\frac {x_{3}}{3}},\ldots ,{\frac {x_{2(a+1)-j}}{2(a+1)-j}}{\Bigr )}.}
- Особливі випадки часткових многочленів Белла:

{\displaystyle {\begin{aligned}B_{n,1}(x_{1},\ldots ,x_{n})={}&x_{n}\\[8pt]B_{n,2}(x_{1},\ldots ,x_{n-1})={}&{\frac {1}{2}}\sum _{k=1}^{n-1}{\binom {n}{k}}x_{k}x_{n-k}\\[8pt]B_{n,n}(x_{1})={}&(x_{1})^{n}\\[8pt]B_{n,n-1}(x_{1},x_{2})={}&{\binom {n}{2}}(x_{1})^{n-2}x_{2}\\[8pt]B_{n,n-2}(x_{1},x_{2},x_{3})={}&{\binom {n}{3}}(x_{1})^{n-3}x_{3}+3{\binom {n}{4}}(x_{1})^{n-4}(x_{2})^{2}\\[8pt]B_{n,n-3}(x_{1},x_{2},x_{3},x_{4})={}&{\binom {n}{4}}(x_{1})^{n-4}x_{4}+10{\binom {n}{5}}(x_{1})^{n-5}x_{2}x_{3}+15{\binom {n}{6}}(x_{1})^{n-6}(x_{2})^{3}\\[8pt]B_{n,n-4}(x_{1},x_{2},x_{3},x_{4},x_{5})={}&{\binom {n}{5}}(x_{1})^{n-5}x_{5}+5{\binom {n}{6}}(x_{1})^{n-6}{\bigl [}3x_{2}x_{4}+2(x_{3})^{2}{\bigr ]}+105{\binom {n}{7}}(x_{1})^{n-7}(x_{2})^{2}x_{3}\\{}&{}+105{\binom {n}{8}}(x_{1})^{n-8}(x_{2})^{4}.\end{aligned}}}

## Приклади
Перші декілька повних многочленів Белла: 
{\displaystyle {\begin{aligned}B_{0}={}&1,\\[8pt]B_{1}(x_{1})={}&x_{1},\\[8pt]B_{2}(x_{1},x_{2})={}&x_{1}^{2}+x_{2},\\[8pt]B_{3}(x_{1},x_{2},x_{3})={}&x_{1}^{3}+3x_{1}x_{2}+x_{3},\\[8pt]B_{4}(x_{1},x_{2},x_{3},x_{4})={}&x_{1}^{4}+6x_{1}^{2}x_{2}+4x_{1}x_{3}+3x_{2}^{2}+x_{4},\\[8pt]B_{5}(x_{1},x_{2},x_{3},x_{4},x_{5})={}&x_{1}^{5}+10x_{2}x_{1}^{3}+15x_{2}^{2}x_{1}+10x_{3}x_{1}^{2}+10x_{3}x_{2}+5x_{4}x_{1}+x_{5}\\[8pt]B_{6}(x_{1},x_{2},x_{3},x_{4},x_{5},x_{6})={}&x_{1}^{6}+15x_{2}x_{1}^{4}+20x_{3}x_{1}^{3}+45x_{2}^{2}x_{1}^{2}+15x_{2}^{3}+60x_{3}x_{2}x_{1}\\&{}+15x_{4}x_{1}^{2}+10x_{3}^{2}+15x_{4}x_{2}+6x_{5}x_{1}+x_{6},\\[8pt]B_{7}(x_{1},x_{2},x_{3},x_{4},x_{5},x_{6},x_{7})={}&x_{1}^{7}+21x_{1}^{5}x_{2}+35x_{1}^{4}x_{3}+105x_{1}^{3}x_{2}^{2}+35x_{1}^{3}x_{4}\\&{}+210x_{1}^{2}x_{2}x_{3}+105x_{1}x_{2}^{3}+21x_{1}^{2}x_{5}+105x_{1}x_{2}x_{4}\\&{}+70x_{1}x_{3}^{2}+105x_{2}^{2}x_{3}+7x_{1}x_{6}+21x_{2}x_{5}+35x_{3}x_{4}+x_{7}.\end{aligned}}}

## Застосування
Формула Фаа ді Бруно може бути викладена з точки зору поліномів Белла наступним чином: 
{\displaystyle {d^{n} \over dx^{n}}f(g(x))=\sum _{k=1}^{n}f^{(k)}(g(x))B_{n,k}\left(g'(x),g''(x),\dots ,g^{(n-k+1)}(x)\right).}
Аналогічно, версію формули Фаа ді Бруно можна подати з використанням многочленів Белла наступним чином. Припустимо 

{\displaystyle f(x)=\sum _{n=1}^{\infty }{a_{n} \over n!}x^{n}\qquad {\text{and}}\qquad g(x)=\sum _{n=1}^{\infty }{b_{n} \over n!}x^{n}.}
Тоді 

{\displaystyle g(f(x))=\sum _{n=1}^{\infty }{\frac {\sum _{k=1}^{n}b_{k}B_{n,k}(a_{1},\dots ,a_{n-k+1})}{n!}}x^{n}.}
Зокрема, повні поліноми Белла фігурують у розкладі експоненти формальний степеневий ряд: 
{\displaystyle \exp \left(\sum _{i=1}^{\infty }{a_{i} \over i!}x^{i}\right)=\sum _{n=0}^{\infty }{B_{n}(a_{1},\dots ,a_{n}) \over n!}x^{n},}
що також представляє генератису для експоненти повних многочленів Белла на фіксованій послідовності аргументів {\displaystyle a_{1},a_{2},\dots } . 

### Обернення ряду
Нехай дві функції f і g виражаються у формальних рядах потужностей як 
{\displaystyle f(w)=\sum _{k=0}^{\infty }f_{k}{\frac {w^{k}}{k!}},\qquad {\text{and}}\qquad g(z)=\sum _{k=0}^{\infty }g_{k}{\frac {z^{k}}{k!}},}
такий, що g — композиційна інверсія f, визначена g(f (w)) = w або f (g(z)) = z. Якщо f0 = 0 і f1 ≠ 0, то явна форма коефіцієнтів оберненої може бути задана в терміні многочленів Белла як
{\displaystyle Z(S_{n})={\frac {B_{n}(0!\,a_{1},1!\,a_{2},\dots ,(n-1)!\,a_{n})}{n!}}.}
з {\displaystyle {\hat {f}}_{k}={\frac {f_{k+1}}{(k+1)f_{1}}},} і {\displaystyle n^{\bar {k}}=n(n+1)\cdots (n+k-1)} — це фактор, що зростає, і {\displaystyle g_{1}={\frac {1}{f_{1}}}.}

### Симетричні многочлени
Елементарний симетричний многочлен {\displaystyle e_{n}} і степеневий многочлен суми потужності {\displaystyle p_{n}} можуть бути пов'язані один з одним за допомогою поліномів Белла як: 

{\displaystyle {\begin{aligned}e_{n}&={\frac {(-1)^{n}}{n!}}\;B_{n}(p_{1},-1!p_{2},2!p_{3},-3!p_{4},\ldots ,(-1)^{n-1}(n-1)!p_{n}),\\[6pt]p_{n}&={\frac {(-1)^{n-1}}{(n-1)!}}\sum _{k=1}^{n}(-1)^{k-1}(k-1)!\;B_{n,k}(e_{1},2!e_{2},3!e_{3},\ldots ,(n-k+1)!e_{n-k+1})=(-1)^{n}\;n\;\sum _{k=1}^{n}{\frac {1}{k}}\;{\hat {B}}_{n,k}(-e_{1},\dots ,-e_{n-k+1}).\end{aligned}}}
Ці формули дозволяють виразити коефіцієнти монічних поліноми через поліноми Белла з нульовими аргументами. Наприклад, разом із теоремою Кейлі — Гамільтона вони призводять до вираження детермінантної n × n квадратної матриці A через сліди її потужностей: 
{\displaystyle \det(A)={\frac {(-1)^{n}}{n!}}B_{n}(s_{1},s_{2},\ldots ,s_{n}),~\qquad {\text{where }}s_{k}=(-1)^{k-1}(k-1)!\operatorname {tr} (A^{k}).}

### Індекс циклу симетричних груп
Індекс циклу симетричної групи {\displaystyle S_{n}} можна виразити через повні многочлени Белла так: 
{\displaystyle Z(S_{n})={\frac {B_{n}(0!\,a_{1},1!\,a_{2},\dots ,(n-1)!\,a_{n})}{n!}}.}

### Поліноми Ерміта
Поліноми Ерміта імовірністів можна виразити через поліноми Белла як 
{\displaystyle \operatorname {He} _{n}(x)=B_{n}(x,-1,0,\ldots ,0),}
де xi = 0 для всіх i > 2; що передбачає комбінаторну інтерпретацію коефіцієнтів поліномів Ерміта. Це можна побачити, порівнюючи генератрису поліномів Ерміта 
{\displaystyle \exp \left(xt-{\frac {t^{2}}{2}}\right)=\sum _{n=0}^{\infty }\operatorname {He} _{n}(x){\frac {t^{n}}{n!}}}
з поліномами Белла. 

## Програмне забезпечення
Поліноми Белла реалізовані в: 
- Mathematica як BellY [Архівовано 20 березня 2014 у Wayback Machine.]
- Maple як IncompleteBellB [Архівовано 14 серпня 2020 у Wayback Machine.]
- SageMath[en] як bell_polynomial [Архівовано 9 липня 2020 у Wayback Machine.]

## Дивитися також
- Матриця Белла
- Експоненціальна формула